# شركة الدرع العربي للتأمين التعاوني
شركة الدرع العربي للتأمين التعاوني و أختصارا ASI هي شركة مساهمة سعودية، تأسست في 19 مايو 2007 برأس مال ثلاثمئة مليون ريال سعودي. تقدم الشركة نطاق واسع من منتجات التأمين الذي يشمل التأمين على الحريق والممتلكات، التأمين الهندسي، تأمين الحوادث، تأمين المسؤولية، تأمين السيارات، تأمين البحري، تأمين الطيران، إضافة إلى التأمين الصحي وتأمين الطاقة.

## نشاط الشركة
تقديم كافة منتجات وخدمات التأمين في مجال التأمينات العامة (الممتلكات، السيارات، البحري، الهندسي، المسؤولية، الحوادث،..إلخ) بالإضافة إلى التأمين الصحي وتأمين الحماية والإدخار وذلك سواء للشركات والمؤسسات أو للأفراد، تحت إشراف ورقابة مؤسسة النقد العربي السعودي.

## تاريخ الشركة
يعود نشاط الشركة إلى بداية العام 1998م حـيث دخـلت السـوق السعودي كشركة تأمـين بحرينــية تعمل من خلال وكيل محلي. وبعد صدور الأنظمة المتعلقة بالـتأمين فــي المـملكة فقد حصـلت علــى الترخيص كشركة مساهمة سعودية تحـتفظ فيها شركة الدرع العربي - البحرين بنــسبة 30% ، وتمــتلك فيــها شـركة البحـرين الـوطنية الـقابضة بنسبة 15% ، و 15% تمتلكها شركات سعودية ورجال أعمال سعوديون إضافة إلى نسبة 40% يمتلـكها المساهمون مـن خلال الاكتتاب العام. وقد أكملت الشركة إجراءات تـأسيـسها وحصـلت على الترخـيص النهائي مـن مؤسسة النقد العربي السعودي بتاريخ 11/9/2007م للعمل في مجال التأمين العام والتأمين الصحي. وبدأت الشركة ممارسة عملها في المملكة العربية السعودية كشركة مساهمة سعودية اعتباراً من تاريخ 1/1/2009م.

## اندماج
وقعت شركة الأهلي للتكافل اتفاقية اندماج مع شركة الدرع العربي بتاريخ 1442/12/02 هـ (الموافق 2021/07/12م)، وتتضمن الاتفاقية، أن تقوم شركة الدرع العربي بشراء كامل أسهم رأس المال المصدرة من قبل شركة الأهلي للتكافل عن طريق عرض مبادلة أوراق مالية ودون تسديد أي مقابل نقدي لصالح مساهمي شركة الأهلي للتكافل، وذلك وفقاً لنظام الشركات الصادر من وزارة التجارة ولوائح هيئة السوق المالية بالمملكة العربية السعودية.
بناء على اتفاقية الاندماج، ستقوم شركة الدرع العربي بزيادة رأسمالها من (400,000,000) ريال سعودي إلى (638,524,620) ريال سعودي، عبر إصدار أسهم الجديدة يبلغ عددها (23,852,462) سهم عادي جديد بقيمة إسمية قدرها (10) ريال سعودي للسهم الواحد لصالح المساهمين في شركة الأهلي للتكافل، وذلك مقابل شراء كامل الأسهم المصدرة التي يملكونها في شركة الأهلي للتكافل بالقيمة الإسمية الإجمالية لها والبالغة (166,666,670) ريال سعودي، أي أنه سيتم إصدار (1.43114769137705) سهم في شركة الدرع العربي مقابل كل سهم واحد (1) في شركة الأهلي للتكافل («معامل المبادلة»).تبعاً لزيادة رأس المال وفقاً لما سبق، ستبلغ نسبة ما سيملكه مساهمي شركة الأهلي للتكافل 37.36% من رأس مال شركة الدرع العربي، وستنخفض نسبة ملكية المساهمين الحاليين في شركة الدرع العربي من 100% لتصبح 62.64%.
نتيجةً لصفقة الاندماج، ستلغى جميع أسهم شركة الأهلي للتكافل وسيقوم شركة الدرع العربي للتأمين التعاوني، من خلال زيادة رأس ماله، بإصدار (23,852,462) سهم عادي بقيمة اسمية تبلغ (10) ريالات للسهم الواحد لصالح مساهمي شركة الأهلي للتكافل المقيدين في سجل مساهمي شركة الأهلي للتكافل لدى شركة مركز إيداع الأوراق المالية (إيداع) بنهاية فترة التداول في يوم الأحد 1443/06/13هـ (الموافق 2022/01/16م).
بنهاية يوم 08-06-1443هـ (الموافق 11-01-2022م)، بدء سريان نفاذ قرار الاندماج بين شركة الأهلي للتكافل وشركة الدرع العربي للتأمين التعاوني. وعليه، فقد انقضت شركة الأهلي للتكافل وانتقلت جميع حقوقها والتزاماتها إلى شركة الدرع العربي للتأمين التعاوني التي سوف تستمر في الوجود.

## البيانات
| تاريخ التأسيس | تاريخ الادراج | الرمز الدولي | نهاية السنة المالية | مراجعي الحسابات                                    |
| ------------- | ------------- | ------------ | ------------------- | -------------------------------------------------- |
| 2007-05-19    | 2015-06-26    | SA000A0MLUH9 | 12/31               | مكتب العظم والسديري (كرو الدولية)، بي كي اف البسام |

## ملف الأسهم
| رأس المال المصرح به (ريال سعودي) | عدد الأسهم المصدرة | رأس المال المدفوع (ريال سعودي) | القيمة الاسمية للسهم | القيمة المدفوعة للسهم |
| -------------------------------- | ------------------ | ------------------------------ | -------------------- | --------------------- |
| 400,000,000                      | 40,000,000         | 400,000,000                    | 10                   | 10                    |

تغيرات في راس المال
| تاريخ اعلان التوصية | نوع الإصدار | تاريخ الاستحقاق | رأس المال الجديد | رأس المال السابق | الفرق التراكمي | ملاحظات |
| ------------------- | ----------- | --------------- | ---------------- | ---------------- | -------------- | ------- |
| 2021-01-13          | منحة اسهم   | 2021-06-09      | 400,000,000      | 300,000,000      | + 200,000,000  |         |
| 2018-02-15          | منحة اسهم   | 2018-05-21      | 300,000,000      | 200,000,000      | + 100,000,000  |         |